# ناصر سهرابی
ناصر سهرابی (زادهٔ ۱۳۳۷ _ درگذشته ۱۰ بهمن ۱۴۰۰) سیاست‌مدار ایرانی بود که در دوره چهارم مجلس شورای اسلامی به‌عنوان نماینده حوزهٔ انتخابیهٔ مسجدسلیمان، لالی، هفتکل و اندیکا از استان خوزستان در مجلس حضور داشت.

## زندگی‌نامه
ناصر سهرابی در سال ۱۳۳۷ در شهر مسجدسلیمان زادهٔ شد. وی پس از وقوع انقلاب و تشکیل سپاه پاسداران انقلاب اسلامی، به عضویت این نهاد درآمد، سپس به همرا گروهی از خوزستان عازم منطقه کردستان شد. سهرابی در سال ۱۳۵۸ به عضویت کمیته انقلاب اسلامی مسجدسلیمان درآمد، سپس در دادگستری مسجدسلیمان بعنوان بازپرس دادگاه انقلاب مشغول فعالیت شد. وی در دوره سوم مجلس شورای اسلامی از کاندیداهای انتخابات در منطقه مسجدسلیمان بود، ولی موفق نشد به مجلس سوم راه یابد. سهرابی در دوره چهارم مجلس شورای اسلامی توانست با کسب بالغ بر ۵۰٪ از آرای منطقه مسجدسلیمان، لالی، هفتکل و اندیکا به مجلس راه یابد. وی طی دوران بعنوان رئیس مجمع نمایندگان خوزستان و از اعضای کمیسیون اصل ۹۰ مجلس بود. او پس از پایان دوره نمایندگی در مجلس، در سازمان بازرسی کل کشور به فعالیت خود ادامه داد، سپس دوره‌ای نیز بعنوان مشاور وزیر دادگستری فعالیت نمود.